# Série de pièces commémoratives américaines pour le 150e anniversaire de la Smithsonian Instituion
La série de pièces commémoratives américaines pour le 150e anniversaire de la Smithsonian Instituion est une série commémorative non circulante émise par la Monnaie des États-Unis en 1996 et frappée par les Monnaies de Philadelphie et de Denver. Elle est autorisée par la loi 104-96 du 10 janvier 1996, qui prévoit l'émission de pièces commémorative pour le 150e anniversaire de la fondation de l'Institut Smithsonian.
Elle fait partie d'un programme d'émissions pour l'année 1996, qui comprend une pièce d'un dollar en argent et une pièce de 5 dollars en or.

## Contexte
L'Institut Smithsonian est un ensemble de musées, de centres éducatifs et de recherche, le plus grand complexe de ce type dans le monde, créé par le gouvernement américain pour l'augmentation et la diffusion du savoir. Fondé le 10 août 1846, il fonctionne comme un instrument de fiducie et ne fait formellement partie d'aucun des trois pouvoirs du gouvernement fédéral,. L'institution porte le nom de son donateur fondateur, le scientifique britannique James Smithson. Elle est initialement organisée sous le nom de Musée national des États-Unis, mais ce nom cesse d'exister administrativement en 1967.

## Législation
La loi sur la pièce commémorative du 150e anniversaire de l'Institut Smithsonian de 1995 (Pub.L. 104-96) autorise la production d'un dollar en argent et d'un half eagle en or. Le Congrès autorise l'émission de ces pièces pour commémorer le 150e anniversaire de la fondation de l'Institut Smithsonian en 1846. Elle permet que les pièces soient frappées tant en finition belle épreuve qu'en version brillant universel. Elles sont mises en circulation le 5 août 1996.

## Dessin

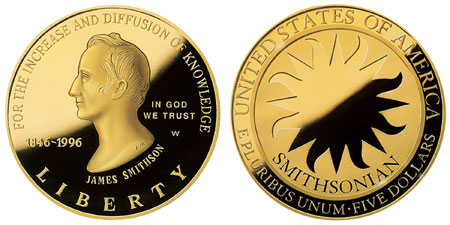
L'avers (à gauche) et le revers (à droite) de la pièce de 5 dollars Smithsonian Institution.

### Dollar
L'avers du dollar commémoratif du 150e anniversaire de l'Institut Smithsonian, conçu par Thomas D. Rogers, présente une image du premier bâtiment de l'Institut Smithsonian (connu sous le nom de « Château »), des feuilles de laurier et la double date « 1846-1996 » ainsi que le mot SMITHSONIAN et la devise légale IN GOD WE TRUST,.
Le revers de la pièce, conçu par John Mercanti, comprend une représentation d'une figure allégorique portant la torche de la connaissance et assise au sommet du monde. Cette figure tient un parchemin où sont inscrit des mots ART, HISTORY, SCIENCE et FOR THE INCREASE AND DIFFUSION OF KNOWLEDGE (pour l'accroissement et la diffusion des connaissances). Les inscriptions légales UNITED STATES OF AMERICA, ONE DOLLAR ET E PLURIBUS UNUM apparaissent également sur cette face de la pièce,.

### Half eagle
L'avers du half eagle commémoratif, conçu par Alfred Maletsky, présente un buste classique de James Smithson avec la double date « 1846-1996 », le mot LIBERTY, la devise IN GOD WE TRUST et la même phrase sur la diffusion du savoir que la pièce d'un dollar. Le revers de la pièce, conçu par T. James Ferrell, présente un motif du logo en éclat de soleil du Smithsonian et le mot SMITHSONIAN entouré des mentions légales du nom du pays, de la valeur faciale et de la devise E PLURIBUS UNUM,.

## Production et vente
La loi qui autorise l'émission de ces pièces commémoratives prévoit une émission maximale de 650 000 exemplaires de pièces de 1 dollar en argent de 100 000 pièces de 5 dollars en or. Les pièces en argent sont produites à la Monnaie de Denver dans leur version brillant universel et à la Monnaie de Philadelphie dans leur version belle épreuve, et celles en or le sont à la Monnaie de West Point. Elle est disponible à l'achat par la population à partir du 5 août 2006.
Un total de 30 840 pièces de 5 dollars sont vendues dont 21 772 en belle épreuve et 9 068 en brillant universel. La production des pièces de 1 dollar s'élève à 31 230 exem plaires dans sa condition brillant universel et à 129 152 en finition belle épreuve, ce qui fait un total de 160 382 exemplaires.
La pièce est commercialisée au prix de 32 dollars en condition brillant universel et 37 dollars en version belle épreuve, et le bénéfice tiré de sa vente est affecté à 85 % au financement des activités de l'Institut Smithsonian et à 15 % au fonctionnement de la Collection Numismatique Nationale des États-Unis, également gérée par cet institut.